# エマニエル・ルイス
エマニエル・ルイス（Emmanuel Lewis、1971年3月9日 - ）は、アメリカの俳優、歌手、実業家。身長4フィート3インチ（130cm）。ニューヨーク州ブルックリン出身。

## 経歴
1978年に放送開始となったNBCのシットコム『アーノルド坊やは人気者』がゲーリー・コールマンの主演によりヒット番組となっており、競合局であるABCでも「低身長の黒人少年が白人家庭で育てられる」という設定のドラマ番組を模倣することを試みた。その結果製作されたのがシットコム『ウェブスター（Webster）』（1983年-1989年）であり、その主役としてスターになったのがルイスであった。

## 主なフィルモグラフィー
- ウェブスター Webster （1983-1989）
- Family Matters （1997年）
- モエシャ Moesha （1998年）
- Malcolm & Eddie （1999年）
- The Surreal Life （2003年）
- Dickie Roberts: Former Child Star  （2003年）
- My Super Sweet Sixteen （2005年）
- One on One （2005年）
- Kickin' It Old Skool （2007年）
- The Surreal Life: Fame Games  （2007年）

## 日本での出演
日本では「エマニエル坊や」「エマニエル君」と呼ばれ、1981年にカーオーディオメーカー、クラリオンのCMに出演した。一発屋と思われがちであるが、2004年、アメリカでレコード会社・芸能プロダクションの経営者や俳優として活動している姿が報じられた。
マイケル・ジャクソンとの関係が深いことでも知られ、日本では一時期、「マイケルの弟」という都市伝説が流れたこともある。日本テレビの『あの人は今!?』では同名つながりということで『エマニエル夫人』に主演していたシルビア・クリステルと共演したこともあった。「シティ・コネクション」は様々なオムニバスアルバムに収録されている。

### ディスコグラフィー
- シティ・コネクション（1981年7月5日） - オリコン2位
  - 作詞：ミッキー・シュガー、作曲：ダニー・ロング（長戸大幸のペンネーム）、編曲：ミシェル・シミーン、訳詞：佐藤由佳
  - B面：City Connection（英語版）　作詞：ミッキー・シュガー　作曲：ダニー・ロング　編曲：ミシェル・シミーン
- 恋はダんダん（1981年10月5日）
  - 作詞：白鳥潤子、作曲：長戸大幸、編曲：中島正雄